# Rino Parenti
Efre Parenti, detto Rino (Milano, 13 luglio 1895 – Roma, 19 ottobre 1953) è stato un dirigente sportivo e politico italiano.
Fu presidente del CONI, per pochi mesi fra il 1939 ed il 1940.

## Biografia
Gerarca fascista, alla costituzione del Ente Sportivo Provinciale Fascista (E.S.P.F.) di Milano nel 1927 ricevette dalla Federazione Provinciale Fascista la carica di Presidente o capo ufficio, con vice presidente Ernesto Torrusio.
Il 26 giugno del 1933 fu nominato Federale di Milano, restando in carica fino al 1º gennaio 1940 quando fu sostituito da Luigi Gianturco.
Nel 1939 divenne consigliere nazionale della Camera dei Fasci e delle Corporazioni.
Dal 1º settembre 1942 fino al 1º agosto 1943 fu prefetto di Como.
Nell'ottobre del 1943 aderì alla Repubblica Sociale Italiana e il 1º ottobre 1943 fu nominato Capo della Provincia di Sondrio, incarico che mantenne ininterrottamente fino alla fine della guerra.
Con la caduta della Repubblica Sociale Italiana fu preso prigioniero e imprigionato nel carcere di Sondrio.